# Pape N’Diaye
Pape N’Diaye (ur. 1994) – senegalski zapaśnik walczący w stylu wolnym. Złoty medalista mistrzostw Afryki w 2024 roku.